# Rafa Ramos
Rafael Jesús Ramos Escalante, conocido como Rafa Ramos (Algeciras; Cádiz, 10 de diciembre de 1994) es un actor español.

## Biografía
Su pasión por la interpretación comenzó a los 5 años, llevándolo a realizar múltiples audiciones, pero no fue hasta 2004 con El Primer Triunfo sentimental de Gonzalo Arcilla , cortometraje dirigido por Luis Deltell, cuando comenzó su carrera artística.

En 2005 participó en el cortometraje Canicas 1939, dirigido por Luis María Fernández.

En 2006 protagonizó la serie juvenil Cambio de clase de Disney Channel en su primera temporada con la grabación de 52 capítulos, interpretando al personaje de Newton.

En 2007 protagonizó la segunda temporada de Cambio de clase con 52 nuevos capítulos. En ese mismo año comienza otra faceta profesional en el doblaje, con su doblaje en la serie de Disney Channel Juan y Tolola. También interpreta el papel más importante de su carrera hasta la fecha, el sabelotodo Germán Roncero Hoffman en la serie Aída, durante su 4ª Temporada, personaje que interpretaría hasta el final de dicha serie.

En febrero de 2008, interviene en el montaje teatral Que viene Richi, dirigida por Carmen Losa, en el Teatro Alcázar de Madrid, que continuaría su éxito más adelante en el Teatro Fígaro.

Interviene en numerosos doblajes como el de Joshua Hallock en el doblaje español de The Lone Hand, o el personaje de Fred en la serie de Disney Channel Phineas y Ferb. Ese mismo año vuelve a Cambio de clase para protagonizar la tercera temporada de 40 nuevos capítulos que fueron emitidos en Disney Channel a partir del 22 de septiembre de 2008, y continúa con sus apariciones en la 5ª Temporada de Aída.

En 2012 se centra en el estudio del Arte Dramático en el Laboratorio de William Layton y en el Centro de investigación teatral La Manada para entrar posteriormente, en 2013, en la Real Escuela Superior de Arte Dramático, donde cursaría en la especialidad de interpretación textual. 

Mientras se formaba en dicha escuela, en 2015, aparece en la serie Gym Tony LC, y continúa formándose, aparte de en su alma mater, con el maestro John Strasberg, con el que realiza un curso en el verano del mismo año. También se estrena en la gran pantalla interviniendo en el largometraje Chicas Paranoicas (Paranoid Girls), del director Pedro del Santo. 

En 2017 termina su formación en la RESAD protagonizando la versión musical de la obra de Miguel Mihura Tres sombreros de Copa y se dispone a estudiar en el extranjero haciendo, en 2018, su Máster de actores y performers en la universidad Rose Bruford College, en Londres. Dicho máster culmina con la obra Ür-Medea, estrenada en el Fringe Festival de Edimburgo.

En 2019 comparte escenario con su padre, el pianista Diego Ramos, y por primera vez en el contexto de la lírica poética, con los poemas de San Juan de la Cruz y la Música Callada, de Federico Mompou, en la octava edición de Poesía para Náufragos realizada en Cuenca.

Desde entonces ha realizado múltiples proyectos teatrales, resaltando su papel de Marco Antonio en los Teatros del Canal para su proyecto La Cuarta Sala, y Le Bal de Paris, también para Teatros del Canal.

En 2022 participa en la obra Hijos de los 90 en el Teatro Lara, de Madrid.

## Filmografía
Cine

Como Actor

| Año  | Título            | Personaje | Director        | Género  | Duración |
| ---- | ----------------- | --------- | --------------- | ------- | -------- |
| 2015 | Chicas Paranoicas | Jorge     | Pedro del Santo | Comedia | 89m      |

Como Actor de doblaje

| Año  | Título                                 | Personaje                 | Director                                    | Género          | Duración |
| ---- | -------------------------------------- | ------------------------- | ------------------------------------------- | --------------- | -------- |
| 2008 | The Lone Hand                          | Joshua Hallock / Narrador | George Sherman / Juan Antonio Arroyo        | Wéstern         | 1h 20m   |
| 2008 | La Duda                                | Donald Miller             | John Patrick Shanley / Lorenzo Beteta       | Drama           | 108m     |
| 2008 | Mostly Ghostly                         | Nicky Roland              | Richard Correll                             | Fantasía        | 1h 38m   |
| 2009 | Miss Marzo                             | Tucker (Joven)            | Trevor Moore & Zach Cregger / Santi Aguirre | Comedia         | 90m      |
| 2009 | Space Buddies: Cachorros en el Espacio | Bartleby                  | Robert Vince / Alfredo Cernuda              | Infantil        | 84m      |
| 2009 | Loco Viaje al Campus                   | Trey Porter               | Roger Kumble / Juan Antonio Arroyo          | Comedia         | 84m      |
| 2010 | Mamá está en la peluquería             | Coco Gauvin               | Léa Pool / Mar Bordallo                     | Drama           | 1h 37m   |
| 2011 | La Guerra de los Botones               | Camus                     | Louis Pergaud / Luis Manuel Martín Díaz     | Aventura        | 1h 49m   |
| 2011 | Super 8                                | Preston                   | J.J. Abrams / Jose Luís Angulo              | Ciencia Ficción | 1h 52m   |

Series de Televisión

Como Actor

| Año         | Título          | Cadena         | Personaje                  |
| ----------- | --------------- | -------------- | -------------------------- |
| 2006 - 2009 | Cambio de Clase | Disney Channel | Newton                     |
| 2007 - 2014 | Aída            | Telecinco      | Germán Roncero Hoffman     |
| 2015, 2017  | Gym Tony LC     | Cuatro         | Johnny Sánchez / Christian |

Como Actor de doblaje

| Año  | Título         | Dirección                                                  | Personaje        |
| ---- | -------------- | ---------------------------------------------------------- | ---------------- |
| 2006 | Juan y Tolola  | Tiger Aspect Productions / Blanca Rada                     | Juan             |
| 2008 | Phineas y Ferb | Dan Povenmire y Jeff "Swampy" Marsh / Antonio Villar       | Fred             |
| 2009 | Lost           | Jack Bender, Stephen Williams y otros / Pilar Santigosa    | Ethan Rom (Niño) |
| 2010 | Caprica        | Remi Aubuchon, Ronald D. Moore y David Eick / Mar Bordallo | William Adama    |

Cortometrajes

| Año  | Título                                           | Dirección            | Personaje  |
| ---- | ------------------------------------------------ | -------------------- | ---------- |
| 2004 | El Primer Triunfo sentimental de Gonzalo Arcilla | Luis Deltell         | Principal  |
| 2005 | Canicas 1939                                     | Luis María Fernández | Secundario |
| 2012 | Esquizofrenia                                    | Pedro del Santo      | Secundario |

## Teatro
Teatro

- ¡Que viene Richi!,[2] (2008). Zeus
- Ür-Medea,[5] (2018). Asterión
- Hijos de los 90, (2019 y 2022). Alex[8]
- Una casa de Locos, (2019). Alejandro
- Omega, (2020). Milenario
- Cozy Appartment near city center, (2020). Él y Jorge
- Marco Antonio. (2020) Monólogo para La Cuarta Sala de Teatros del Canal[6]
- Le Bal de París, (2020). Pierre[7]
- La Alborada, (2021). 1
- Ha Vuelto a Amancer, (2022). Rodri

Teatro Musical

- Tres Sombreros de Copa, (2017). Dionisio
- El Ángel Malacara, (2021). Narrador